# Leistungsphasen nach HOAI
Als Leistungsphasen (LPH) bezeichnet man die einzelnen Planungsabschnitte der Gesamtleistung eines Architekten oder Ingenieurs bei der Planung und Realisierung von Bauvorhaben. Diese Planungsleistungen im Bauwesen waren in Deutschland bei Vertragsabschlüssen bis Ende 2020 zwingend nach der Honorarordnung für Architekten und Ingenieure (HOAI) zu vergüten, sind jedoch seit Anfang 2021 nur noch Orientierungscharakter und kein verbindliches Preisrecht mehr. Einzelnen Leistungsphasen sind dabei bestimmte Anteile des Gesamthonorars zugeordnet. Die Leistungsphasen und ihre Inhalte (Grundleistungen und besondere Leistungen) sind jedoch keine automatischen Pflichten der Planer, sie müssen explizit vertraglich vereinbart werden.

## Leistungsphasen

### Objekt- und Fachplanung
Für die Leistungsbilder der Objektplanung, also der Gebäude und Innenräume, Freianlagen, Ingenieurbauwerke  und Verkehrsanlagen im Sinne von § 34,39,43,47 HOAI (Fassungen 2013 und 2021) sowie der Fachplanung, also der Tragwerksplanung und Technischen Ausrüstung im Sinne von § 51,55 HOAI (Fassungen 2013 und 2021) sind meist neun (bei der Tragwerksplanung sechs) Leistungsphasen definiert. Das entspricht dem § 3 der HOAI in der Fassung von 2009 (wie auch vorher üblich, siehe z. B. auch § 15 der HOAI Leistungsbild Objektplanung für Gebäude, Freianlagen und raumbildende Ausbauten in der Fassung von 2002). Die während der Objekt- und Fachplanung als Grundleistung vorgesehene Kostenermittlung (vgl. § 4 HOAI), welche mit jeder Stufe detailliert wird, ist in der DIN 276 Teil 1 von 2008 beschrieben.
- LPH 1: Grundlagenermittlung mit Prüfung des Kostenrahmens vom Bauherren
- LPH 2: Vorplanung mit Kostenschätzung
- LPH 3: Entwurfsplanung inklusive Kostenberechnung
- LPH 4: Genehmigungsplanung
- LPH 5: Ausführungsplanung
- LPH 6: Vorbereitung der Vergabe, einschließlich Ermitteln der Mengen und Aufstellen von verpreisten Leistungsverzeichnissen (Kostenvoranschlag, LV)
- LPH 7: Die „Mitwirkung bei der Vergabe“ beinhaltet die Koordination des Vergabeverfahrens und den Vergleich von dem Kostenanschlag (Ausschreibungsergebnisse) mit den vom Planer bepreisten Leistungsverzeichnissen oder der Kostenberechnung
- LPH 8: Objektüberwachung – Bauüberwachung und Dokumentation
- LPH 9: Objektbetreuung inklusive Gewährleistungsverfolgung

Die HOAI benennt den Honoraranteil der Grundleistungen einzelner Leistungsphasen an dem Tabellenhonorar der HOAI in Prozent. In den Anlagen zu den Leistungsbildern werden zudem Grundleistungen und Besondere Leistungen je Leistungsphase benannt. Diesen einzelnen Leistungen sind jedoch keine Honoraranteile zugeordnet – die Prozentzahlen für die Grundleistungen sind nicht näher aufgeschlüsselt und das Honorar für Besondere Leistungen ist gänzlich frei vereinbar. In der Fachliteratur finden sich zur feineren Aufteilung des Honorars auf die Grundleistungen nicht verbindliche Angaben in Tabellenform.
| Leistungsphase | Bezeichnung                                          | Gebäude (§ 34) | Innenräume (§ 34) | Freianlagen (§ 39) | Ingenieurbauwerke (§ 43) | Verkehrsanlagen (§ 47) | Tragwerksplanung (§ 51) | Technische Ausrüstung (§ 55) |
| -------------- | ---------------------------------------------------- | -------------- | ----------------- | ------------------ | ------------------------ | ---------------------- | ----------------------- | ---------------------------- |
| 1              | Grundlagenermittlung                                 | 02 %           | 02 %              | 03 %               | 02 %                     | 02 %                   | 03 %                    | 02 %                         |
| 2              | Vorplanung                                           | 07 %           | 07 %              | 10 %               | 20 %                     | 20 %                   | 10 %                    | 09 %                         |
| 3              | Entwurfsplanung                                      | 15 %           | 15 %              | 16 %               | 25 %                     | 25 %                   | 15 %                    | 17 %                         |
| 4              | Genehmigungsplanung                                  | 03 %           | 02 %              | 04 %               | 08 %                     | 08 %                   | 30 %                    | 02 %                         |
| 5              | Ausführungsplanung                                   | 25 %           | 30 %              | 25 %               | 15 %                     | 15 %                   | 40 %                    | 22 %                         |
| 6              | Vorbereitung der Vergabe                             | 10 %           | 07 %              | 07 %               | 10 %                     | 10 %                   | 02 %                    | 07 %                         |
| 7              | Mitwirkung bei der Vergabe                           | 04 %           | 03 %              | 03 %               | 04 %                     | 04 %                   | -                       | 05 %                         |
| 8              | Objektüberwachung – Bauüberwachung und Dokumentation | 32 %           | 32 %              | 30 %               | 15 %                     | 15 %                   | -                       | 35 %                         |
| 9              | Objektbetreuung                                      | 02 %           | 02 %              | 02 %               | 01 %                     | 01 %                   | -                       | 01 %                         |
| Summe          |                                                      | 100 %          | 100 %             | 100 %              | 100 %                    | 100 %                  | 100 %                   | 100 %                        |

### Bauleitplanung
Für die Leistungsbilder der Bauleitplanung, also der Flächennutzungsplan und Bebauungsplan im Sinne von § 18,19 HOAI (Fassung 2013) sind drei Leistungsphasen definiert:
- LPH 1: Vorentwurf für die frühzeitigen Beteiligungen
- LPH 2: Entwurf zur öffentlichen Auslegung
- LPH 3: Plan zur Beschlussfassung

### Landschaftsplanung
Für die Leistungsbilder der Landschaftsplanung, also der Landschaftsplan, Grünordnungsplan, Landschaftsrahmenplan, Landschaftspflegerischer Begleitplan sowie Pflege- und Entwicklungsplan im Sinne von § 23,24,25,26,27 HOAI (Fassung 2013) sind vier Leistungsphasen definiert:
- LPH 1: Klären der Aufgabenstellung und Ermitteln des Leistungsumfangs
- LPH 2: Vorläufige Fassung
- LPH 3: Plan zur Beschlussfassung
- LPH 4: Abgestimmte Fassung

## Umgangssprachliche Bezeichnungen
Die Leistungsphasen und ihre Benennung dienen der Honorarermittlung nach HOAI und werden nur in diesem Zusammenhang dezidiert verwendet, im alltäglichen Sprachgebrauch von Objekt- und Fachplanern finden sich oft andere Begriffe:
- LPH 0: Die Bedarfsplanung ist in der HOAI nur als Vorleistung erwähnt, wird aber durch viele Planer und Projektmanager als unerlässlich angesehen.[8] So plant unter anderem die DB InfraGO mit der ergänzenden Leistungsphase 0, die sie als „Projektdefinition“ bezeichnet.[9]
- LPH 1 bis LPH 3 werden in der Regel unter dem Begriff des Entwurfs zusammengefasst.
- LPH 5: Die Ausführungsplanung wird beim Hochbau oft Werkplanung genannt (nicht zu verwechseln mit der Werkstatt- und Montageplanung von Bauunternehmen).
- LPH 6 bis LPH 7 werden oft unter den Ausdrücken Ausschreibung (mit vorheriger Massenermittlung) und Vergabe abgehandelt.
- LPH 8 wird allgemein als Bauleitung bezeichnet, gemeint ist jedoch die Objektüberwachung. Hierzu gehört u. a. die Abrechnungsprüfung und das Führen eines Bautagebuchs.